# Gare d'Aviapolis
La gare de Aviapolis (en finnois : Aviapoliksen rautatieasema est une gare ferroviaire souterraine située dans le district Aviapolis à Vantaa en Finlande.

## Service des voyageurs

### Desserte

Installations et desserte
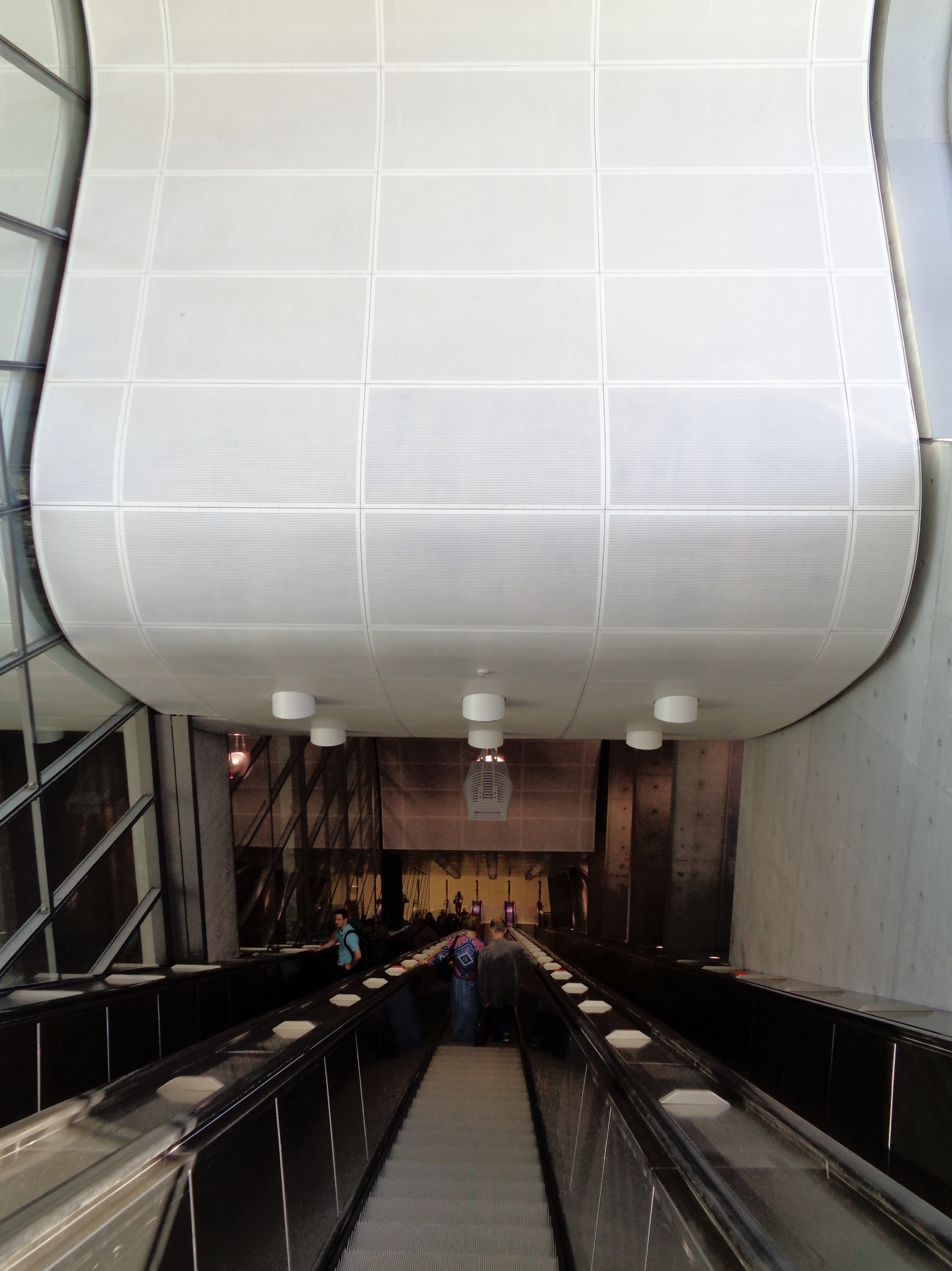
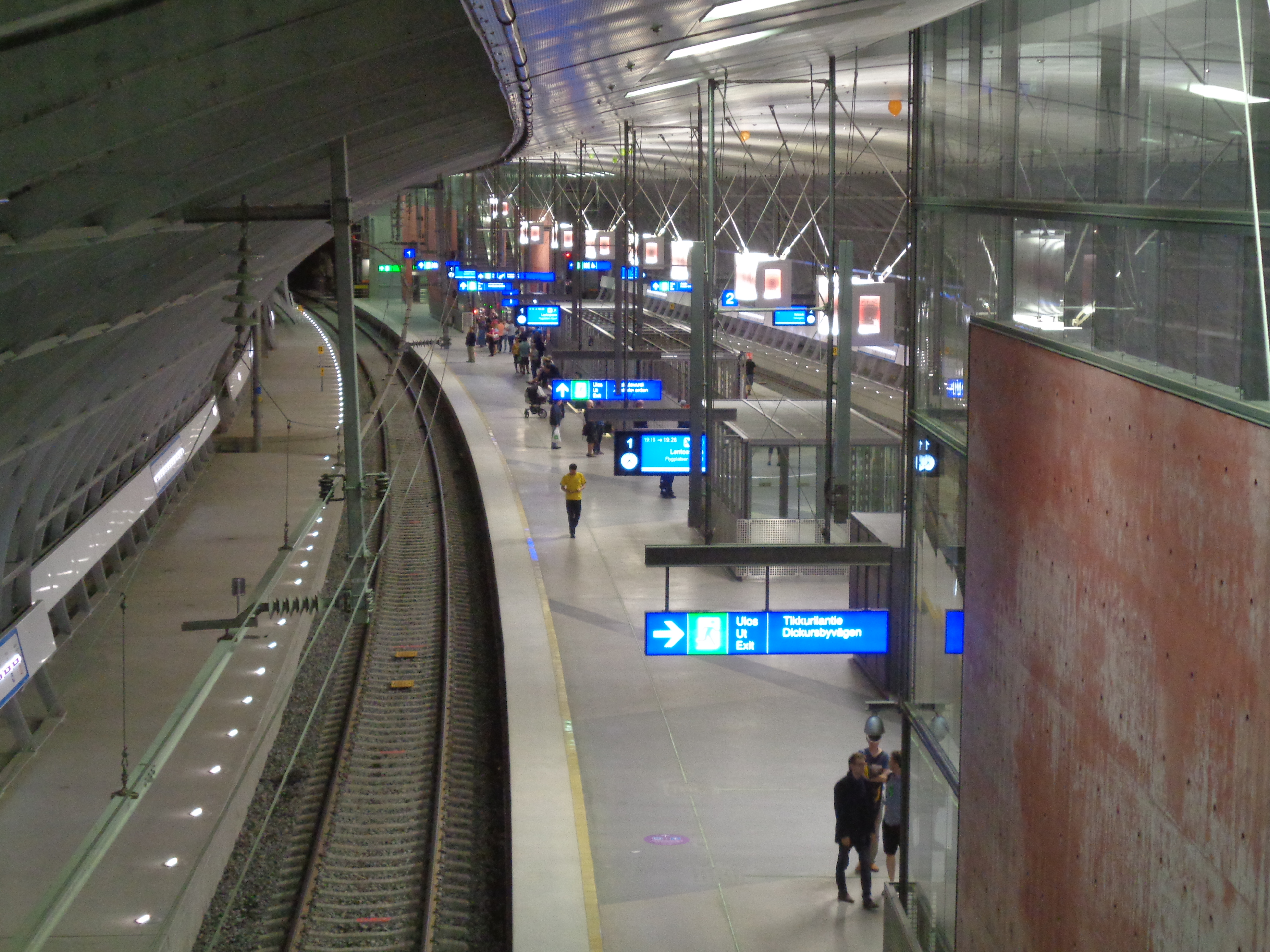

### Intermodalité
- Bus 415, 561, 562, 573, 574, 575, 576, 615, 621[2].